# Pietje De Leugenaar
Pietje De Leugenaar is een fictief figuur uit de columns van Guido Van Meir en het hoofdpersonage uit de Vlaamse televisieserie Terug naar Oosterdonk.

## Pietje de Leugenaar in "Humo"
Guido Van Meir schreef al enkele jaren columns en cursiefjes voor het blad Humo toen hij in 1975 het personage "Pietje de Leugenaar" bedacht. Pietje was een oude dorpsfiguur die meestal sakkerde op de moderne tijd en vertelde over geneeskrachtige kruiden, de natuur, jachttechnieken en traditionele gebruiken. Een groot deel van de humor werd ontleend aan zijn oubollige taalgebruik en vaak absurde meningen. Bij elk artikel stond een zwart-witfoto afgebeeld van een oude besnorde man met een werkmanspet. Pietjes echte naam in de reeks was "Petrus C." . Hij kreeg zijn bijnaam "Pietje de Leugenaar" omdat de mensen hem nooit ernstig namen. Alhoewel de Vlaamse politicus Piet Vermeylen ook "Pietje de Leugenaar" werd genoemd baseerde Van Meir de naam in feite op het Antwerpse café "De Leugenaar", waar zijn grootvader vaak op bezoek ging. Het personage zelf werd geïnspireerd door verschillende archetypes van dorpsfiguren uit Vlaamse boerenromans zoals de boeken van Ernest Claes, Stijn Streuvels, Felix Timmermans en Cyriel Buysse.
De rubriek liep tien jaar lang in het blad. In 1984 zette Van Meir de monologen van Pietje definitief stop en begon een nieuwe reeks cursiefjes rond het personage Cornelius Bracke in de rubriek "Het wordt te veel voor Corneel".
De foto van Pietje zoals die destijds in Humo gebruikt werd om Van Meirs columns te illustreren werd door striptekenaar Marc Sleen overgetekend in het Nero (strip)album "Baraka" (1986). Pietje staat in strook 22 naast Jo Lemaire aan Nero's frietkraam.

## Terug naar Oosterdonk
In 1997 schreef Van Meir het script voor de televisieserie Terug naar Oosterdonk, dat ook als boek werd uitgegeven en in 1981 al in een toneelbewerking bestond. Deze dramaserie draait rond het verdwijnen van het Vlaamse dorp Oosterdonk door de modernisering. Een van de hoofdpersonages heette opnieuw Pietje de Leugenaar en werd vertolkt door Dirk Roofthooft. Toch had dit personage weinig te maken met de columns van Van Meir en ook qua uiterlijk leken ze niet op elkaar.
De televisieserie speelt zich af in het heden, maar blikt geregeld in flashbacks terug op de jaren 50, toen het dorp Oosterdonk nog bestond. Pietje was toen een geheimzinnige en excentrieke man van middelbare leeftijd die buiten de dorpsgemeenschap woonde in de vrije natuur. Iedereen kende hem, maar omdat men hem als een dorpsgek beschouwde werd Pietje door iedereen gemeden. Alleen de kinderen schoten goed met hem op en waren onder de indruk van zijn wijsheid, verhalen en talenten. In de serie wordt de man voorgesteld als een kluizenaar, kruidendokter, natuurkenner, stroper en verteller. In het verleden was hij schipper en leerde in Canada bij de Indianen verschillende van hun rituelen. Hij drukt zich uit in een zeer plat dialect (dat Roofthooft samenstelde op basis van diverse soorten Vlaamse dialecten) en symboliseert het traditionele leven. Pietje verzet zich ook hevig tegen het verdwijnen van Oosterdonk door de havenwerken en is de enige die de strijd tot het bittere einde blijft verder zetten. Als de hoofdpersonages decennia later terugblikken op hun jeugd in Oosterdonk blijkt dat niemand weet wat er eigenlijk van Pietje is geworden. In de laatste aflevering wordt Pietjes lot onthuld.
Toen Radio 1 in 2009 de luisteraars liet stemmen wie de meest memorabele Vlaamse tv-personages waren eindigde Pietje de Leugenaar op nr. 8 in de Top 10, samen met Alain van Dam uit Het eiland en John Nauwelaerts uit Heterdaad.

## Meer informatie
- http://www.humo.be/tws/humo-files/14570/het-hoekje-van-pietje-de-leugenaar-vissen.html
- http://www.moorsmagazine.com/film/oosterdonk.html
- http://www.dvdinfo.be/bespreking.php?id=2450
- http://www.trouw.nl/krantenarchief/1997/11/22/2563967/GUIDO_VAN_MEIR.html?all=true